# Rudolf Smutek
Rudolf Smutek (29. prosince 1898 Bystřice pod Hostýnem – 7. května 1942 Koncentrační tábor Mauthausen) byl československý odbojář z období druhé světové války popravený nacisty.

## Život

### Civilní život
Rudolf Smutek se narodil 29. prosince 1898 v Bystřici pod Hostýnem čp. 122 do rodiny kočího Valentina Smutka a jeho manželky Anny, roz. Mackové. Pracoval jako poštovní úředník na poště na přerovském nádraží. 
Dne 12. února 1927 se v Přerově oženil s Růženou Ondráčkovou, s níž žil tamtéž v Havlíčkově ulici. Byl členem přerovského Sokola.

### Protinacistický odboj
Po německé okupaci v roce 1939 Rudolf Smutek aktivně vstoupil do protinacistického odboje a jeho činnost byla velmi pestrá. Nejprve vstoupil do řad Obrana národa, později byl aktivní v buňce Petičního výboru Věrni zůstaneme vzniklé v místě jeho zaměstnání. Skupina prováděla zpravodajskou činnost zejména vytěžováním poštovního styku a železničního provozu. Informace předávala do Prahy odkud byly odesílány dále. Rovněž prováděla sabotážní činnost, konkrétně Rudolf Smutek mj. přepravoval z Prahy kuličky se smirkovým papírem určené k poškozování ložisek železničních vozů. Rudolf Smutek též v roce 1941 ukrýval ve svém bytě dvojici britských letců Thomase Rosse a Kenetha Wrighta uprchlých ze zajateckého tábora. Byl spolupracovníkem výsadkových skupin ze Sovětského svazu konkrétně veliteli výsadku S 1/R Bohuslavu Němcovi opatřil padělaný průkaz totožnosti a pomáhal zabezpečovat jeho přesuny a kontakty. V důsledku zrady příslušníka Operace Aroš Ferdinanda Čihánka, který se sám přihlásil na gestapu, došlo k zatýkání odbojářů. Zatčen byl i Rudolf Smutek, dne 22. prosince 1941 byl odsouzen stanným soudem v Brně k trestu smrti a popraven dne 7. května 1942 v koncentračním táboře Mauthausen. Ve stejný den a na stejném místě byl popraven i Bohuslav Němec.